# Новостанковатая
Новостанкова́тая (укр. Новостанкувата) — село в Добровеличковской поселковой общине Новоукраинского района Кировоградской области Украины.
До 2020 года входило в Добровеличковский район
Население по переписи 2001 года составляло 232 человека. Почтовый индекс — 27024. Телефонный код — 5253. Занимает площадь 0,901 км². Код КОАТУУ — 3521785702.